# Марьевка (Марьевский сельский совет)
Ма́рьевка (укр. Мар'ївка) — село,
Марьевский сельский совет,
Синельниковский район,
Днепропетровская область,
Украина.
Код КОАТУУ — 1224884001. Население по переписи 2001 года составляло 426 человек.
Является административным центром Марьевского сельского совета, в который, кроме того, входят сёла
Марьинка,
Раково, посёлки
Первомайское,
Хорошево и
Шахтёрское.

## Географическое положение
Село Марьевка находится на берегу реки Вороной,
ниже по течению на расстоянии в 0,5 км расположено село Марьинка.
В 0,5 км от села расположен посёлок Шахтёрское.
Рядом проходит автомобильная дорога М-18 (E 105).

## История
- У села обнаружены следы поселений эпохи позднего палеолита (40—16 тыс. лет тому назад), могильник эпохи неолита (IV тысячелетие до н. э.), поселение и курганы эпохи бронзы (III—I тысячелетие до н. э.).
- Село возникло в конце XVIII века.
- В 1873 году село Коростявое переименовано в село Марьевка.
- В 1973 году сёла Петровка и Марьевка были объединены в село Марьевка.

## Объекты социальной сферы
- Фельдшерский пункт.
- Клуб.

## Достопримечательности
- Братская могила советских воинов.